# Закович, Борис Григорьевич
Борис Григорьевич Закович (8 ноября 1907, Москва — 14 января 1995, Париж) — русский поэт «первой волны» эмиграции, близкий к кругу «парижской ноты».
Эмигрировал с семьёй в Литву (1920), с 1923 года — в Париже, где принимает активное участие в литературной жизни русской общины. Член союза молодых поэтов и писателей, входил в кружок «Кочевье».
Печатался в «Числах», «Воле России», «Сборнике стихов» (изд.Союза молодых поэтов и писателей в «Журнале Содружества», альманахе «Круг», в сборнике «Встреча», в «Русских записках», «Новоселье». Стихи включены в большинство антологий русской зарубежной поэзии: «Якорь» (1936), «Эстафета» (1948), «На Западе» (1953).
В истории литературы русского зарубежья известен также как близкий друг Бориса Поплавского, адресат многих его стихотворений.
Член масонской ложи «Гамаюн» (Париж) с марта 1932 года.
В начале 70-х вернулся в Париж, где жил остаток дней на скромную пенсию. В 1984 году в Париже вышел его единственный прижизненный сборник — «Дождь идёт над Сеной».
Скончался в доме престарелых.